# Capitan Fracassa (film 1909 Jasset)
Capitan Fracassa (Le Capitaine Fracasse) è un cortometraggio muto del 1909 diretto da Victorin-Hippolyte Jasset. Tratto dal romanzo di Théophile Gautier, il film era interpretato da Jean-Marie de l'Isle.

## Trama
Il capitan Fracassa è un personaggio della commedia dell'arte, sbruffone e vanaglorioso. Un giovane nobile squattrinato si unisce a una compagnia di attori girovaghi che gli affidano la parte di capitan Fracassa.

## Produzione
Il film fu prodotto dalla Société Française des Films Éclair

## Distribuzione
Distribuito dalla Film Import and Trading Company, il film uscì nelle sale francesi il 22 novembre 1909.

### Date di uscita
IMDb
- Francia 22 novembre 1909
- USA 6 dicembre 1909

Alias
- Captain Fracasse USA